# Jarosław Mudryj
Jarosław Mudryj (ros. Ярослав Мудрый) – fregata rakietowa projektu 11540 Marynarki Wojennej Federacji Rosyjskiej, pozostająca w służbie od 2009 roku. Wchodzi w skład Floty Bałtyckiej.

## Budowa
„Jarosław Mudryj” był drugim i ostatnim zbudowanym okrętem ostatniego typu radzieckich fregat – projektu 11540 (oznaczenie kodowe Jastrieb), projektowanego od lat 70. XX wieku dla marynarki ZSRR. Oficjalnie klasyfikowany był w ZSRR i Rosji jako dozorowiec (storożewyj korabl, w skrócie SKR). Planowano budowę dużej serii aż 80 okrętów, lecz przed rozpadem ZSRR zamówiono i rozpoczęto budowę tylko trzech okrętów.
Stępkę pod budowę drugiego okrętu położono 27 maja 1988 roku w stoczni Jantar w Królewcu, nieco ponad rok po prototypie „Nieustraszymyj”, pod numerem budowy 402. Początkowo nadano mu nazwę „Niepristupnyj”. Wodowanie okrętu miało miejsce w maju 1991 roku (według innych źródeł, w 1990 roku). Po rozpadzie ZSRR okręt został przejęty przez Rosję. W grudniu 1992 roku budowę wstrzymano z powodów trudności finansowych Rosji, pomimo dużego stopnia zaawansowania (78%). 30 sierpnia 1995 roku okręt został przemianowany na „Jarosław Mudryj” (Jarosław Mądry). Budowę podjęto według nieco zmienionego projektu dopiero w 2002 roku, lecz postępowała ona wolno. Zmiany dotyczyły głównie dodania wyrzutni rakiet przeciwokretowych  Uran i zastosowania nowszych wzorów uzbrojenia i wyposażenia elektronicznego.
Okręt wyszedł na próby morskie 26 lutego 2009 roku. 4 maja doszło do katastrofy śmigłowca Ka-27 przy lądowaniu, który zarazem uszkodził śmigłem prawoburtowy zestaw rakietowo-artyleryjski Kortik i spadł do morza (załoga ocalała). Okręt ostatecznie został oddany do służby 24 lipca 2009 roku.

## Skrócony opis

### Uzbrojenie
Uzbrojenie artyleryjskie stanowi automatyczne działo uniwersalne kalibru 100 mm AK-100 w wieży na dziobie, z zapasem amunicji 350 nabojów. Do kierowanie jego ogniem służy radar artyleryjski MR-145 Lew, umieszczony na dachu pomostu dowodzenia.
Zasadniczym środkiem obrony przeciwlotniczej są cztery pionowe bębnowe ośmiokomorowe wyrzutnie pocisków przeciwlotniczych bliskiego zasięgu 3K95 Kindżał, umieszczone na pokładzie dziobowym za wieżą armaty. Łącznie zapas amunicji wynosi 32 pociski 9M330. Do ich kierowania ogniem służy radar 3R95 umieszczony na maszcie dziobowym. Uzbrojenie przeciwlotnicze uzupełniają dwa nowe zestawy obrony bezpośredniej 3R87 Kortik, umieszczone na dachu hangaru po obu burtach. Każdy zestaw składa się z dwóch sześciolufowych działek kalibru 30 mm i ośmiu wyrzutni pocisków przeciwlotniczych bliskiego zasięgu 9M311. Zapas amunicji wynosi 6000 nabojów i 64 pociski.
Do zwalczania celów nawodnych zastosowano nowe pociski przeciwokrętowe 3M24 Uran, których z powodu niegotowości systemu nie otrzymał pierwszy okręt. Przewidywano zastosowanie szesnastu wyrzutni w czterech blokach po cztery wyrzutnie rurowe umieszczonych na śródokręciu. Ostatecznie ich liczbę zredukowano do ośmiu wyrzutni w dwóch blokach.
Broń podwodną stanowi sześć pojedynczych wyrzutni torpedowych kalibru 533 mm umieszczonych po trzy na każdą z burt w ścianach nadbudówki rufowej. Mogą one służyć do wystrzeliwania rakietotorped 83RN lub 84RN systemu Wodopad-NK albo torped przeciw okrętom podwodnym torpeda SET-65 lub klasycznych 53-65K. Uzupełnia je pojedyncza dwunastoprowadnicowa wyrzutnia rakietowych bomb głębinowych RBU-6000 umieszczona na piętrze z przodu nadbudówki dziobowej. Zapas wynosi 60 bomb RGB-60. Okręt może również być przystosowany do stawiania min z dwóch torów minowych.
W stosunku do prototypu, „Jarosław Mudryj” otrzymał dodatkowo do samoobrony granatniki przeciwdywersyjne DP-65.
Okręt przenosi jeden śmigłowiec pokładowy do zwalczania okrętów podwodnych Ka-27PŁ z lądowiskiem i hangarem w części rufowej.

### Wyposażenie
W stosunku do bazowego projektu, „Jarosław Mudryj” otrzymał zaburtową stację hydrolokacyjną Anapa-M.

## Służba
„Jarosław Mudryj” wszedł do służby w Marynarce Wojennej Rosji 24 lipca 2009 roku. Otrzymał numer burtowy 727. Wszedł w skład Floty Bałtyckiej z portem bazowym w Bałtyjsku. 